# 下木拉乡
下木拉乡，是中华人民共和国四川省甘孜藏族自治州理塘县曾经下辖的一个乡。撤销中木拉乡、下木拉乡，设立木拉镇，以原中木拉乡和原下木拉乡所属行政区域为木拉镇的行政区域，木拉镇人民政府驻八鲁村1组20号。。

## 行政区划
下木拉乡撤销前下辖以下地区：
黄烟村、哈拉村、格西村、马岩村、察卡村、则工村、细忠村、作尼村、中下格西村、下马岩村和热拉村。